# Сёбю, Фроде
Фроде Сёбю (дат. Frode Søby, род. 16 апреля 1935) — датский шахматист. Входил в число сильнейших шахматистов Дании 1960-х гг. Неоднократно участвовал в национальных чемпионатах (лучший результат — 7-е место в 1962 г.). В 1962 г. в составе сборной Дании участвовал в шахматной олимпиаде. В 1961 г. в составе национальной сборной принимал участие в командном первенстве мира среди студентов (играл на 1-й доске).
С середины 1970-х гг. редко выступает в турнирах серьезного уровня. С начала 1990-х гг. играет в основном во внутренних командных соревнованиях.

## Спортивные результаты
| Год  | Город      | Соревнование                              | + | − | = | Результат | Место |
| ---- | ---------- | ----------------------------------------- | - | - | - | --------- | ----- |
| 1961 | Хельсинки  | Командное первенство мира среди студентов | 1 | 9 | 2 | 2 из 12   |       |
| 1962 | Копенгаген | Чемпионат Дании                           | 2 | 4 | 5 | 4½ из 11  | 7     |
|      | Варна      | XV Олимпиада (сборная Дании, запасной)    | 4 | 8 | 3 | 5½ из 15  |       |
| 1963 | Оденсе     | Чемпионат Дании                           | 3 | 6 | 2 | 4 из 11   | 11    |
| 1972 | Эсбьерг    | Чемпионат Дании                           | 1 | 4 | 5 | 3½ из 10  | 24    |
| 1974 | Вайле      | Чемпионат Дании                           | 3 | 5 | 2 | 4 из 10   | 25—28 |